# Zingiber pardocheilum
Zingiber pardocheilum är en enhjärtbladig växtart som beskrevs av Nathaniel Wallich och John Gilbert Baker. Zingiber pardocheilum ingår i släktet Zingiber och familjen Zingiberaceae. Inga underarter finns listade i Catalogue of Life.